# Henrik Steffens
Henrik Steffens (Stavanger, 1773. május 2. – Berlin, 1845. február 13.) norvég természettudós, filozófus és költő.

## Életpályája
Természettudományokat tanult, különösen Buffon művei voltak rá hatással. 1794-ben 150 tallér ösztöndíjat kapott, és beutazta Norvégiát, itt a nyarat Bergenben töltötte, ősszel Németországba utazott, de az Elba torkolatjánál hajótörést szenvedett és mindenét elvesztette. 1795-től Hamburgban, 1796-tól Kielben élt. Itt Hensler és Fabricius is fogadta őt, az ő tanácsukra kezdett természethistóriát oktatni. Ezután Jénába ment, ahol megismerkedett a német romantikával és Schelling követője lett. Később Freibergbe utazott, ahol megírta Beiträge zur innem Naturgeschischte der Erde c. művét. Természetbölcseleti nézeteivel a német romantikusokra nagy hatást gyakorolt. 1802-től előadásokat tartott Koppenhágában, 1804-től professzor volt Halléban, 1807–11-ben Holsteinban, Hamburgban, Lübeckben, Halléban és Boroszlóban élt. 1813-ban részt vett a Franciaország elleni háborúban, érdemeiért a vaskereszt kitüntetést kapta. 1814-ben visszatérve, Boroszlóban, majd 1832-től Berlinben lett professzor. A teológusokkal perbe keveredett, melynek tanúja Von der falschen Theologie und dem wahren Glauben (Breslau, 1824) c. munkája.  
Kora szellemi életére akkora hatással volt, mint hét évtizeddel később Brandes. Azt hirdette, hogy az irodalom nem valami hasznos dolog, az erkölcstanítás egy eszköze, amint azt Klopstockék tanították, hanem a szellem elképzelhető legszebb és legmagasabb megnyilvánulása: méltó rá, hogy önmagáért műveljék.

## Munkái
- Grundzüge der philosophischen Naturwissenschaft (Berlin, 1806)
- Handbuch der Oryktognosie (4 kötet, Halle, 1811—24)
- Die gegenwärtige Zeit und wie sie geworden (2 kötet, Halle, 1817)
- Karikaturen des Heiligsten (2 kötet, Lipcse, 1819—21)
- Antropologie (2 kötet, Breslau, 1824)
- Cristliche Religionsphilosophie (2 kötet, Breslau, 1839)
- Was ich erlebte (10 kötet, Boroszló, 1840—1845, önéletírás)

### Novellái
- Die Familien Walseth und Leith (3 kötet, Breslau, 1827)
- Die vier Norweger (6 kötet, Berlin, 1828)
- Malcolm (2 kötet, Breslau, 1831)
- Novellen (összegyűjtött novellái, 16 kötet, Breslau, 1837—38)
- Nachgelassene Schriften (Berlin, 1846, halála utána jelent meg, Schelling írt hozzá előszót)